# ピエール・プロブスト
ピエール・プロブスト（Pierre、Probst, 1913年12月6日ー2007年4月12日）は、フランスの絵本作家。「カロリーヌ」シリーズで知られる。

## 概略
当時はドイツ領だったミュルーズに生まれる。実家は絹織物に絵を描く仕事。美術学校に学び、1930年代にリヨンへ移り、絵画、写真編集などをする。第二次世界大戦ではフランス軍に従軍、ドイツ軍の捕虜となるが脱走し、リヨンとパリへ戻り、アシェット社で働く。1955年から自分の娘でお転婆なシモーヌをモデルとした「カロリーヌ」シリーズを作成する。

## 日本語訳
- 『カロリーヌとおともだち』(オールカラー版世界の童話)土家由岐雄,福島のり子文. 小学館, 1967
- 『カロリーヌの月旅行』(オールカラー版世界の童話 土家由岐雄, 福島のり子 文. 小学館, 1967
- 『カロリーヌのせかいのたび』(オールカラー版世界の童話 土家由岐雄, 福島のり子 文. 小学館, 1968
- 『カロリーヌのぼうけん』(オールカラー版世界の童話 土家由岐雄 等文, 小学館, 1971
- 『ファンファンとこうのとり』(世界の絵本 フランス) 那須辰造訳. 講談社, 1971
- 『ファンファンとふね』(世界の絵本 ; フランス) 那須辰造 訳. 講談社, 1971
- 『ファンファンとやぎ』(世界の絵本 ; フランス) 那須辰造 訳. 講談社, 1971
- 『ファンファンとやまかじ』(世界の絵本 ; フランス) 那須辰造 訳. 講談社, 1971
- 『ユーピーのぼうけん』(カロリーヌの絵本 ; 1) 浜名宏等訳. 小学館, 1975
- 『プーフのおるすばん』(カロリーヌの絵本 ; 2) 木島和子等訳. 小学館, 1975
- 『チムはめいたんてい』(カロリーヌの絵本 ; 3) 榊原晃三等訳. 小学館, 1975
- 『おおかみなんてこわくない』(カロリーヌの絵本 ; 4) 木島和子 等訳. 小学館, 1975
- 『だれかぼくとあそんでよ』(カロリーヌの絵本 ; 5) 木島和子 等訳. 小学館, 1975
- 『うみへいったユーピー』(カロリーヌの絵本 ; 6) 木島和子 等訳. 小学館, 1975
- 『どうぶつえんのユーピー』(カロリーヌの絵本 ; 9) 木島和子, 榊原晃三 訳. 小学館, 1976.1
- 『プーフとくろちゃん』(カロリーヌの絵本 ; 7) 木島和子, 榊原晃三 訳. 小学館, 1976.2
- 『ピポのきしゃりょこう』(カロリーヌの絵本 ; 11) 木島和子,浜名宏 訳. 小学館, 1976.4
- 『ふうせんにのったチム』(カロリーヌの絵本 ; 10) 榊原晃三, 浜名宏 訳. 小学館, 1976.4
- 『カロリーヌのクリスマス』 (カロリーヌの絵本 ; 13) 木島和子, 浜名宏 訳. 小学館, 1976.6
- 『ユーピーは1ねんせい』(カロリーヌの絵本 ; 15) 榊原晃三, 浜名宏 訳. 小学館, 1976.6
- 『カロリーヌむかしのくにへ』 (カロリーヌとゆかいな8ひき)山下明生訳. BL出版, 1998.5
- 『カロリーヌのゆきあそび』(カロリーヌとゆかいな8ひき)山下明生訳. BL出版, 1998.6
- 『カロリーヌパリへいく』(カロリーヌとゆかいな8ひき)山下明生訳. BL出版, 1998.8
- 『カロリーヌはめいたんてい』(カロリーヌとゆかいな8ひき)山下明生訳. BL出版, 1998.8
- 『カロリーヌのクリスマス』(カロリーヌとゆかいな8ひき)山下明生訳. BL出版, 1999.11
- 『カロリーヌのだいパーティー』(カロリーヌとゆかいな8ひき)山下明生訳. BL出版, 1999.4
- 『カロリーヌのじどうしゃレース』(カロリーヌとゆかいな8ひき)山下明生訳. BL出版, 1999.4
- 『カロリーヌといなかのべっそう』(カロリーヌとゆかいな8ひき)山下明生訳. BL出版, 1999.5
- 『カロリーヌとなぞのいし』(カロリーヌとゆかいな8ひき)山下明生訳. BL出版, 1999.5
- 『カロリーヌカナダへいく』(カロリーヌとゆかいな8ひき)山下明生訳. BL出版, 1999.6
- 『カロリーヌとおしごとロボット』(カロリーヌとゆかいな8ひき)山下明生訳. BL出版, 1999.6
- 『カロリーヌぼくじょうへいく』(カロリーヌとゆかいな8ひき)山下明生訳. BL出版, 1999.7
- 『カロリーヌとふねのたび』(カロリーヌとゆかいな8ひき)山下明生訳. BL出版, 1999.7
- 『カロリーヌインドへいく』(カロリーヌとゆかいな8ひき)山下明生訳. BL出版, 1999.8
- 『カロリーヌのサイクリング』(カロリーヌとゆかいな8ひき)山下明生訳. BL出版, 1999.8
- 『カロリーヌのうじょうへいく』(カロリーヌとゆかいな8ひき)山下明生訳. BL出版, 2000.4
- 『カロリーヌのカーニバル』(カロリーヌとゆかいな8ひき)山下明生訳. BL出版, 2000.4
- 『カロリーヌとおうさまケーキ』(カロリーヌとゆかいな8ひき)山下明生訳. BL出版, 2000.5
- 『カロリーヌとなぞのしま』(カロリーヌとゆかいな8ひき)山下明生訳. BL出版, 2000.5
- 『カロリーヌエジプトへいく』(カロリーヌとゆかいな8ひき)山下明生訳. BL出版, 2000.6
- 『カロリーヌとブムせんにん』(カロリーヌとゆかいな8ひき)山下明生訳. BL出版, 2000.6
- 『カロリーヌとびょうきのティトス』(カロリーヌとゆかいな8ひき)山下明生訳. BL出版, 2000.7
- 『カロリーヌうまにのる』 (カロリーヌとゆかいな8ひき)山下明生訳. BL出版, 2000.7
- 『カロリーヌのひっこし』(カロリーヌとゆかいな8ひき)山下明生訳. BL出版, 2000.8
- 『カロリーヌとやどなしさん』(カロリーヌとゆかいな8ひき)山下明生訳. BL出版, 2000.8
- 『カロリーヌとユピーいっしょにあそぼう』(カロリーヌプチえほん)山下明生訳. BL出版, 2004.4
- 『プフとノワローたのしいキャンプ』(カロリーヌプチえほん)山下明生訳. BL出版, 2004.4
- 『ユピーがっこうへいく』(カロリーヌプチえほん)山下明生訳. BL出版, 2004.5
- 『ボビーとともだちグリゼット』(カロリーヌプチえほん)山下明生訳. BL出版, 2004.5
- 『プフとユピーのボクシング』 (カロリーヌプチえほん)山下明生訳. BL出版, 2004.6
- 『ピポはりっぱなひつじかい』(カロリーヌプチえほん)山下明生訳. BL出版, 2004.6
- 『プフとノワローのいえづくり』(カロリーヌプチえほん)山下明生訳. BL出版, 2004.7
- 『カロリーヌとユピーうみへいく』(カロリーヌプチえほん)山下明生訳. BL出版, 2004.7
- 『ユピーどうぶつえんへいく』(カロリーヌプチえほん)山下明生訳. BL出版, 2004.8
- 『ボビーとやぎのエグランチーヌ』(カロリーヌプチえほん)山下明生訳. BL出版, 2004.8
- 『プフとノワローゆきやまへいく』(カロリーヌプチえほん)山下明生訳. BL出版, 2004.9
- 『プフとユピーのクリスマス』(カロリーヌプチえほん)山下明生訳. BL出版, 2004.9
- 『カロリーヌはめいコーチ』(カロリーヌとゆかいな8ひき) 山下明生 やく. BL出版, 2009.4
- 『カロリーヌとまほうのやさい』(カロリーヌとゆかいな8ひき) 山下明生 やく. BL出版, 2009.5
- 『カロリーヌとネスこのゆうれい』(カロリーヌとゆかいな8ひき) 山下明生 やく. BL出版, 2009.6
- 『カロリーヌはベビーシッター』(カロリーヌとゆかいな8ひき) 山下明生 やく. BL出版, 2009.7
- 『カロリーヌえいがをとる』 (カロリーヌとゆかいな8ひき) 山下明生 やく. BL出版, 2009.8